# Saccharophagos mochisa
Saccharophagos mochisa är en fjärilsart som beskrevs av William Schaus 1923. Saccharophagos mochisa ingår i släktet Saccharophagos och familjen nattflyn. Inga underarter finns listade.